# Erich Hoffmann
Pour les articles homonymes, voir Hoffmann.
Erich Hoffmann est un médecin dermatologue allemand, né le 25 avril 1868 à Witzmitz, arrondissement de Regenwalde (de) en province de Poméranie et mort le 8 mai 1959 à Bonn.
En 1905, il découvre avec Fritz Schaudinn (1871-1906) l’agent pathogène responsable de la syphilis. En 1925, il découvre le caractère cancéreux de ce qu'il nomme le dermatofibrosarkoma protuberans, le classant dans la catégorie des sarcomes.